# Peter Onions
Peter Onions (1724-1798) fue un maestro del hierro británico, inventor de un proceso de pudelación temprano utilizado para el refinado de arrabio en hierro forjado.
Onions nació en Broseley, Shropshire, y luego se mudó a Merthyr Tydfil en Gales. Se casó con Elizabeth Guest, hermana de John Guest, fundador de Guest, Keen y Nettlefold, que hoy es el conglomerado británico GKN. En 1783, Onions recibió la patente número 1370 por su invención. Henry Cort más tarde mejoró el proceso de Onions durante el desarrollo de su horno de pudelación.